# Prix La Bibliotèca
Le Prix La Bibliotèca du livre de rugby de l'année, est un prix littéraire visant à mettre en valeur la littérature autour du rugby, fondé en 2022. 

## Historique
Le Prix La Bibliotèca du livre de rugby de l'année est décerné chaque année pour récompenser le meilleur ouvrage de rugby publié sur l'année écoulée.
Le jury du prix est composé de personnalités du monde du rugby et de la littérature, comme l'ancien joueur et sélectionneur du XV de France Pierre Berbizier, l'ancienne internationale et consultante télé Laura Di Muzio, l'écrivain Jean Colombier, le journaliste sportif Richard Escot ou le sénateur Philippe Folliot, président du jury.
Le prix vise à mettre en valeur la littérature autour du rugby et à célébrer les œuvres qui évoquent l'univers de ce sport.

## Prix décernés
- 2022 : le prix est attribué à Didier Cavarot pour ses chroniques Monsieur Rusigby au bureau ovale de la saison blanche[2].
- 2023 : le prix est remis à Benoît Jeantet pour son recueil de nouvelles Le Ciel a des jambes. Mélancolies ovales[3],[4].
- 2024-2025 : pour sa troisième édition, le prix est attribué à la bande dessinée Les Vents Ovales en janvier 2025 (précisément au tome 1 Yveline de la série)[5],[6],[7]. Cette bande dessinée, publiée chez Dupuis, créée par Horne (dessinateur), Aude Mermilliod et Jean-Louis Tripp (scénaristes), raconte l'histoire de l'émancipation dans les villages du Sud-Ouest de la France en 1967-1968, sous le thème du rugby[8],[9].